# Julien Prunet
Julien Prunet, né le 18 mai 1973 à Paris 15e et mort le 28 mai 2002 à Paris 17e, est un journaliste français de radio qui a marqué l'antenne de France Info entre 1998 et 2002, année de sa disparition à l'âge de 29 ans.
Aveugle depuis l'âge de 7 ans, il obtient un DEA de sciences politiques et le diplôme du Centre de formation des journalistes de Paris.
Ce jeune reporteur et chroniqueur hors du commun assure au quotidien le dossier de la rédaction de France Info, "France Info Plus" et participe régulièrement aux opérations spéciales, comme l'élection présidentielle américaine de 2000. Grand voyageur, pilote d'avion dans l'association des "Mirauds volants" et militant associatif, il est impliqué dans l'association Paul Guinot pour l'insertion professionnelle des aveugles et participe à l'animation des « dîners dans le noir » destinés à sensibiliser les voyants au quotidien des aveugles.
En hommage au jeune journaliste, le Centre de formation des journalistes de Paris a créé en 2003 la bourse Julien Prunet (arrêtée en 2008 faute de candidats et de financement) et des amis, proches et collègues de Radio France ont lancé l'association Lire Dans le Noir, laquelle, depuis 2002, assure l'enregistrement de livres audio et organise des événements auprès du grand public. Toujours en souvenir de Julien Prunet, le Prix Lire dans le noir du livre audio est créé en 2009, afin de faire mieux connaître les livres audio en France.
En mai 2012, 10 ans après sa disparition, un webdocumentaire est réalisé en hommage à Julien Prunet.
Un studio de France Info porte toujours le nom de Julien Prunet.

### Audio
- Chronique de Julien Prunet du 5 mai 2002 sur La Marseillaise (Real Audio)
- Hommage de Nicolas Poincaré dans Tam Tam etc. sur France Inter le 4/06/2002